# Tempête tropicale Norma (2005)
Cet article possède un paronyme, voir Tempête tropicale Norman (2006).
La tempête tropicale Norma a eu lieu du 23 au 27 septembre 2005, au large du Mexique. Elle n'a jamais menacé d'atteindre les côtes.